# Freedom of Religion South Africa
Freedom of Religion South Africa (FOR SA) es un grupo de interés sin ánimo de lucro cristiano fundamentalista sudafricano. Fue fundada en 2014 por Andrew Selley, pastor principal y fundador de la Iglesia Generación Joshua (Joshua Generation Church), después de que los padres presentaran una denuncia ante la Comisión de Derechos Humanos de Sudáfrica que alegaba que la Iglesia Generación Joshua abogaba por el castigo corporal en el hogar. En Freedom of Religion South Africa v Minister of Justice and Constitutional Development, FOR SA se opuso sin éxito a un fallo del Tribunal Superior de Johannesburgo que consideraba que el castigo corporal era una agresión.
FOR SA se dedica a «defender los derechos a la libertad religiosa conferidos por la Constitución de Sudáfrica, incluidos los derechos de los padres y la autonomía de las organizaciones religiosas para determinar sus propias doctrinas y regular sus propios asuntos internos libres de interferencias del Estado o de cualquier otra persona». También ha abogado contra la expansión de los derechos LGBT y se ha opuesto a la implementación de una educación sexual integral en las escuelas sudafricanas por motivos de libertad religiosa.

## Historia
En octubre de 2013, dos padres encontraron un manual para padres en el sitio web de Iglesia Generación Joshua que daba instrucciones sobre cómo administrar castigos corporales a los niños. El manual daba instrucciones específicas sobre el tamaño de la varilla que se debe utilizar para golpear a los niños, así como instrucciones sobre cómo golpear a los niños sin dejar marcas. Poco después, los padres presentaron una denuncia ante la Comisión de Derechos Humanos de Sudáfrica (SAHRC). En respuesta a la denuncia y la posterior investigación de la Iglesia Joshua Generation por parte de la SAHRC, Andrew Selley, fundador y pastor principal de la iglesia, fundó FOR SA en enero de 2014. En 2016, la SAHRC concluyó su investigación y publicó un informe que recomendaba que la Iglesia Generación Joshua se comprometiera a dejar de defender el castigo corporal, eliminar las referencias al castigo corporal de sus materiales didácticos y garantizar que sus pastores tomaran un curso de capacitación en disciplina infantil no violenta. También recomendó que se prohibieran los castigos corporales a los niños.

## Abogacía

### Castigo corporal
En 2017, un hombre que golpeó a su hijo y fue declarado culpable de agresión en el Tribunal Regional de Johannesburgo apeló su condena ante el Tribunal Superior de Johannesburgo. El hombre argumentó que el concepto de «castigo razonable» del derecho anglosajón permitía a los padres administrar disciplina en un asunto que los padres consideraran razonable. FOR SA presentó alegaciones en defensa del «castigo razonable» ante el tribunal como amicus curiae. FOR SA argumentó que el castigo razonable sólo permite niveles razonables de disciplina física que no son comparables al abuso y que el castigo razonable no es una violación injustificable de los derechos del niño y, por lo tanto, era compatible con la Constitución de Sudáfrica. FOR SA también agregó que debido a que las Escrituras ordenan que los padres deben disciplinar razonablemente a sus hijos, a veces físicamente, declarar ilegal un castigo razonable violaría las libertades religiosas de los padres. El tribunal dictaminó que la defensa del castigo razonable era inconstitucional, prohibiendo efectivamente el castigo corporal en Sudáfrica.
En 2019, FOR SA apeló el fallo del Tribunal Superior de 2017 que declaraba ilegal el castigo corporal ante el Tribunal Constitucional de Sudáfrica, argumentando nuevamente que las Escrituras y otros escritos sagrados ordenan a los padres disciplinar a sus hijos en un asunto que consideren razonable. El tribunal nuevamente dictaminó que la idea del castigo razonable del derecho consuetudinario era incompatible con varias secciones de la Constitución de Sudáfrica, a saber, las secciones 10, 12(1(c)) y 28(2).

### Problemas LGBT
FOR SA afirma que el derecho a no ser discriminado no anula la libertad de religión y que, en algunos casos, cierta discriminación puede estar justificada para evitar infringir la libertad de religión. FOR SA ha utilizado frecuentemente este argumento para apoyar los derechos de las personas religiosas en casos en los que han entrado en conflicto con los derechos de las personas LGBT. En 2014, FOR SA actuó como amicus curiae del lado de dos propietarios de una casa de huéspedes en Wolseley que fueron demandados por una pareja gay después de que la casa de huéspedes se negara a ofrecerles alojamiento por motivos religiosos. Los propietarios de la casa de huéspedes afirmaron que proporcionar un lugar para que una pareja homosexual tuviera relaciones sexuales los haría responsables del pecado. En 2015, FOR SA actuó como portavoz oficial del vicepresidente del consejo representativo de estudiantes (SRC) de la Universidad de Ciudad del Cabo, Zizipho Pae, después de que el SRC votara para sacarla del consejo por una publicación que hizo en Facebook. criticando la decisión de la Corte Suprema de Estados Unidos que garantizaba el derecho a casarse a parejas del mismo sexo. Posteriormente, Pae fue reintegrada cuando la universidad descubrió que la decisión del SRC de expulsarla no siguió el procedimiento correcto. Selley dijo que la decisión de reintegrarla era una victoria para la libertad religiosa y debería hacer que los políticos y activistas «pierdan la confianza en el descaro de impulsar los derechos de los homosexuales». En 2019, FOR SA habló en apoyo de un pastor que supuestamente les dijo a estudiantes de secundaria que los homosexuales eran similares a asesinos y pedófilos y «tan malos como Hitler». El director ejecutivo de FOR SA, Michael Swain, dijo que la constitución de Sudáfrica permitía sermones religiosos en las escuelas y que el derecho constitucional a la libertad de expresión incluía expresiones que algunos podrían encontrar ofensivas. Agregó que el discurso que constituye incitación a causar daño no está protegido constitucionalmente. El pastor negó haber hecho las afirmaciones. En enero de 2020, FOR SA también se pronunció a favor de un lugar para celebrar bodas en Stanford que se negó a permitir que una pareja de lesbianas celebrara su boda allí.

En 2020, FOR SA pidió al presidente Cyril Ramaphosa que no firmara el proyecto de ley de Enmienda de Unión Civil que derogaría la sección 6 de la Ley de Unión Civil, y ya no permitiría que los funcionarios matrimoniales estatales se nieguen a validar un matrimonio entre personas del mismo sexo. FOR SA argumentó que la derogación de la sección 6 violaría las libertades religiosas de los funcionarios matrimoniales empleados por el estado y que el proyecto de ley debería devolverse al parlamento para su revisión. El artículo 6 de la ley disponía que:
Un funcionario matrimonial, distinto del funcionario matrimonial mencionado en la sección 5, podrá informar por escrito al Ministro [del Interior] que se opone, por motivos de conciencia, religión o creencias, a solemnizar una unión civil entre personas del mismo sexo, por lo que el funcionario matrimonial no estará obligado a solemnizar dicha unión civil.
El proyecto de ley fue promulgado por el presidente Ramaphosa el 22 de octubre de 2020, dando lugar a la Ley de Enmienda de Uniones Civiles de 2020.